# 光松寺
光松寺（こうしょうじ）は大阪府高槻市にある西山浄土宗の仏教寺院。山号は霊瑞山。本尊は阿弥陀如来。

## 歴史
創建年月は不詳だが、寺伝によると良元が結んだ草庵が始まりと伝えられている。当初は高槻城内にあったとされるが、永禄年間（1558～1569年）の高山右近の高槻城改築にあたりこの地を賜り移転したとされる。そのときに光明寺から顕空登順上人を迎え開山としたと伝えられる。顕空登順上人が本堂を創建し、後に、庫裡、観音堂、鐘楼堂、客殿、玄関、土蔵などを増築した。1995年（平成7年）の阪神・淡路大震災により被災し、本堂は1998年（平成10年）に修復されている。

## 周辺情報
- 本行寺
- 理安寺
- 野見神社

## 行事
- 1月1日 - 修正会
- 1月25日 - 御忌会
- 2月15日 - 涅槃会
- 3月 - 彼岸会
- 4月8日 - 降誕会
- 7月15日 - 盂蘭盆会
- 8月24日 - 地蔵盆
- 9月 - 彼岸会
- 10月6日～10月15日 - 十夜会
- 12月8日 - 成道会
- 12月31日 - 除夜の鐘

## 所在地・交通アクセス
- 〒569-0078　大阪府高槻市大手町2-47
- JR高槻駅より徒歩15分
- 阪急高槻市駅より徒歩5分